# Черча
Черча — река в России, протекает по Плесецкому району Архангельской области, недалеко от его границы с Пудожским районом Карелии.
Течёт по заболоченной местности вдали от населённых пунктов. Устье реки находится в 13 км по левому берегу реки Нетома. Длина реки составляет 18 км, площадь водосборного бассейна — 57,1 км².

## Данные водного реестра
По данным государственного водного реестра России относится к Балтийскому бассейновому округу, водохозяйственный участок реки — Водла, речной подбассейн реки — Свирь (включая реки бассейна Онежского озера). Относится к речному бассейну реки Нева (включая бассейны рек Онежского и Ладожского озера).
Код объекта в государственном водном реестре — 01040100412102000016562.